# Vektorsko polje
U matematici i fizici vektorsko polje je polje koje svakoj točki lokalno Euklidskog prostora pridružuje vektorsku veličinu. U fizici, primjeri vektorskih polja su polje brzina čestica u fluidu ili električno i magnetsko polje. Za razliku od njih, skalarna polja svakoj točki prostora pridružuju jedan skalar (broj), poput temperature ili lokalne gustoće.
Neki od diferencijalnih operatora primjenjivih na vektorsko polje su divergencija i rotacija.

## Formalna definicija
Neka {\displaystyle X_{0}} označava skup svih radijvektora u koordinatnom sustavu {\displaystyle \left(O,x_{1},x_{2},x_{3},...,x_{k}\right);k=\dim D}, tj. 
{\displaystyle X_{0}=\{{\overrightarrow {OM}}|M=(x_{1},x_{2},x_{3},...,x_{k})\in \mathbb {R} ^{n}\}}
Radijvektor je reprezentant (predstavnik) vektora kao klase usmjerenih dužina koji početak ima u ishodištu koordinatnog sustava. Neka je  {\displaystyle D\subseteq \mathbb {R} ^{n}} skup koordinata.
Tada je svaka funkcija
{\displaystyle \mathbf {F} :D\mapsto X_{0}}
vektorska funkcija skalarne varijable, ili kraće vektorska funkcija ili vektorsko polje. Drugim riječima, vektorsko polje je funkcija koja svakoj točki prostora pridružuje vektor.

## Transformacije sustava
Neka je {\displaystyle S\subseteq \mathbb {R} ^{n}} i {\displaystyle V_{x}:S\mapsto \mathbb {R} ^{n}} vektorsko polje u euklidskim koordinatama. Ako je {\displaystyle Y} neki drugi koordinatni sustav na S, tada je izraz za to vektorsko polje u sustavu {\displaystyle Y}:
{\displaystyle V_{Y}:={\frac {\partial y}{\partial x}}V_{x}.}

## Napomene
Za V se kaže da je Ck vektorsko polje, ako je ono k puta diferencijabilno.
Jako je važno razlikovati vektorsko i skalarno polje! Što vrijedi za vektore i skalare, isto vrijedi i ovdje: glavna i bitna razlika je u koordinatnim transformacijama: skalar sam po sebi jest koordinata, dok je vektor opisan koordinatama, ali sam po sebi nije kolekcija koordinata. Tako i skalarno polje svakoj točki prostora pridružuje koordinate, a vektorsko vektore.

## Primjene
Vektorska polja se najviše primjenjuju u fizici, npr. 
- Brzinu vjetra možemo zamisliti kao vektorsko polje nad {\displaystyle \mathbb {R} ^{4}}, gdje su svakoj točki prostora u svakom trenutku vremena {\displaystyle \left(x,y,z,t\right)} pridružene brzine

{\displaystyle {\vec {v}}(x,y,z,t)=v_{x}(x,y,z,t)\,{\vec {\imath }}+v_{y}(x,y,z,t)\,{\vec {\jmath }}+v_{z}(x,y,z,t)\,{\vec {k}}},
- Brzina protjecanja fluida kroz cijev,
- Opis magnetskog djelovanja,
- Opis električnog djelovanja,
- Gravitacija.

## Podjela
Prema divergenciji i rotaciji, vektorska polja dijelimo na:
- Potencijalno ili bezvrtložno:

{\displaystyle {\mbox{rot}}\,{\overrightarrow {W}}=0{\mbox{ (svuda)}}}
{\displaystyle {\mbox{div}}\,{\overrightarrow {W}}\neq 0{\mbox{ (barem u nekim točkama)}}}
- Solenoidno ili bezizvorno:

{\displaystyle {\mbox{rot}}\,{\overrightarrow {W}}\neq 0{\mbox{ (barem u nekim točkama)}}}
{\displaystyle {\mbox{div}}\,{\overrightarrow {W}}=0{\mbox{ (svuda)}}}
- Laplaceovo:

{\displaystyle {\mbox{rot}}\,{\overrightarrow {W}}=0{\mbox{ (svuda)}}}
{\displaystyle {\mbox{div}}\,{\overrightarrow {W}}=0{\mbox{ (svuda)}}}
- Polje općeg oblika ili složeno polje:

{\displaystyle {\mbox{rot}}\,{\overrightarrow {W}}\neq 0{\mbox{ (barem u nekim točkama)}}}
{\displaystyle {\mbox{div}}\,{\overrightarrow {W}}\neq 0{\mbox{ (barem u nekim točkama)}}}

## Povezani pojmovi
- Tok polja
- Divergencija
- Rotacija polja
- Električno polje
- Magnetsko polje
- Elektromagnetsko polje

## Vanjske poveznice
- Skalarna i vektorska polja. Gradijent.
- Skalarna i vektorska polja.
- Wolfram: Vector Fields
- 2D Vector Field Simulation
- 3D Vector Field Simulation